# 熊谷浩二
熊谷浩二（1975年10月23日—），前日本職業足球員，日本20歲以下足球代表隊成員。

## 俱乐部生涯
1994年，熊谷浩二在鹿島鹿角开始足球生涯。2004年转会至仙台維加泰。2005年，引退。

## 日本國家足球隊
熊谷浩二参加了1995年世界青年錦標賽。

## 外部連結
- （日語）J.League Data Site （页面存档备份，存于）